# WRESTLE UNIVERSE
WRESTLE UNIVERSE（レッスル・ユニバース）は、CyberFightが提供しているプロレス動画配信サービス。月額視聴料金は1,298円（税込）。

## 概要
2017年1月にDDTプロレスリングが運営する動画配信サービス「DDT UNIVERSE」としてサービスが開始。2020年5月から現名称に変更し、10月からサイトをリニューアル。
CyberFightに属する各プロレス団体（DDT、プロレスリング・ノア、東京女子プロレス）主催の大会、並びにマッスルなどのCyberFightが主催する興行などのライブ・オンデマンド配信を行っている。一部大会はFIGHTING TV サムライでも同時生配信・オンデマンド配信を行っている他、『DDT LIVE! マジ卍』や『NOAH ABEMA中継』などABEMAで配信された中継番組もオンデマンド配信を行っている。所属選手に密着したドキュメンタリー番組やトーク番組なども制作・配信している。CyberFight所属外の一部団体（2024年4月に独立したガンバレ☆プロレス含む）もオンデマンド配信している。

## 歴史
2017年1月、DDTプロレスリングが運営する動画配信サービス「DDT UNIVERSE」としてサービス開始。当初はDDTプロレスリンググループ属する各プロレス団体（DDT、東京女子プロレス、ガンバレ☆プロレス、BASARA（現在は離脱）など）による興行のライブ・オンデマンド配信を中心に展開していた。当初は月額900円だった。9月にDDTプロレスリングがサイバーエージェント傘下入りしたのに伴い、当サービスの構築及びメンテナンス運用に同社のエンジニアが加わっている。
2020年からはプロレスリング・ノアもサイバーエージェント傘下入りしたことに伴い、ノアの配信も開始、5月にはサービス名も現名称に変更。
2021年10月、サイトをリニューアル。
2022年2月4日、アメリカのニュージャージー州を拠点とするインディー団体であるGCWの映像を配信。2月24日、公式アプリ提供開始。
2023年1月30日に東京・Twin Box AKIHABARAでWRESTLE UNIVERSE初のPPV興行となる東京女子プロレス「原点を超え、未来へ」が開催された。
2023年10月9日に東京・新宿FACEで行われたプロレスリング・ノア「MONDAY MAGIC ep.1」は会員登録不要の無料配信を行った。
2024年3月22日午後2時よりアップデートを実施。月額1,298円に改定される一方、みちのくプロレス、REAL ZERO1、センダイガールズプロレスリングの3団体の配信を開始し、CyberFightから独立するガンバレ☆プロレスの配信も継続する。
2024年5月20日に旗揚げされるMALIGOLDも配信開始。

## 配信している試合

### CyberFight所属
- DDTプロレスリング（サービス開始時より配信開始）
- 東京女子プロレス（サービス開始時より配信開始）
- プロレスリング・ノア（2020年1月より配信開始。サイバーエージェント傘下入り前の大会については一部FIGHTING TV サムライで中継された大会やノア公式Youtubeチャンネルで無料生中継された大会のみアーカイブ配信）

### CyberFight所属以外の団体・プロモーション
- ガンバレ☆プロレス（サービス開始時よりCyberFight所属団体として配信開始。独立後の2024年4月以降も配信継続）
- みちのくプロレス（2023年の新崎人生30周年記念大会を後日配信。2024年3月より定期配信開始）
- センダイガールズプロレスリング（2024年3月より配信開始）
- MALIGOLD（2024年5月より配信開始）
- Marvelous（2025年5月より配信開始）
- 新日本プロレス（プロレスリング・ノアと合同開催された2022年1月8日の横浜アリーナ大会を後日配信）
- LEGACY（2021年度の後楽園ホール大会2日目を生配信）
- プロミネンス（2022年1月16日のプレ旗揚げ戦と4月24日の旗揚げ戦を生配信）
- ぼくらは格闘探偵団（2023年10月12日の大会を生配信）
- 全日本プロレス（2024年1月27日のエスフォルタアリーナ八王子大会のAJPW vs DDTスペシャルタッグマッチを後日配信）
- 大阪プロレス（2024年4月14日の創立25周年記念大会を後日配信）
- GCW（2022年2月4日より配信開始）
- AEW（2022年4月より配信開始。主に竹下幸之介などDDT所属の選手が出場した試合を配信）

## 過去に配信していた団体
- プロレスリングBASARA（サービス開始時より配信開始。2019年を以ってDDTプロレスリンググループから独立した為、定期配信終了。なお、独立後も2024年4月14日に東京女子プロレスとの2部構成で行われた「がいせん桜プロレス」が配信された）
- まっする（2020年1月より配信開始。 マッスル時代は2019年の両国大会のみ生配信された他、2020年には過去の試合が期間限定でアーカイブ配信された。2022年活動終了）
- 崖のふち女子プロレス（2019年12月より配信開始。2022年1月より活動休止）
- プロレスリングZERO1（2022年1月1日と3月6日の後楽園ホール大会を生配信。2024年3月よりREAL ZERO1を定期配信開始。親会社が変わった2025年以降の興行は配信されていない。）

## 出演者

### 実況
- 村田晴郎（DDT、NOAH、東京女子、ガンプロ、まっするなど。DDT LIVE! マジ卍などのABEMA配信のDDT・東京女子中継も兼任）
- 塩野潤二（NOAH。NOAH ABEMA中継兼任）
- 市川勝也（NOAH。NOAH ABEMA中継兼任）
- ユリオカ超特Q（東京女子。ゲストも担当）
- 藤沢俊一郎（NOAH）

### 解説
- 鈴木健.txt（ひらがなまっする、開設初期はDDTの解説担当。サムライTVの解説兼任）
- 今林久弥（DDTゼネラルマネージャー。主にDDTの路上プロレスの解説担当）
- 三田佐代子（DDT、東京女子、ガンプロ）
- 小佐野景浩（DDT、東京女子、ガンプロ。2022年4月3日のNOAH中継も担当）
- 井上光（NOAH。週刊プロレスNOAH担当記者及びNOAH ABEMA中継兼任）

### ゲスト解説
- 小橋建太（DDT、NOAH）
- 青木真也（DDT）

この他にも、各団体の所属・参戦選手がゲスト解説として登場する場合もある。

### ゲスト
- 稲田徹（DDT）